# Многоплоскостная камера

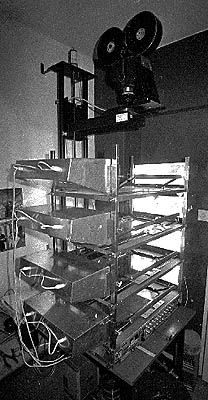
Многоплоскостная камера

Многоплоскостная камера (также многоярусный мульт-станок, англ. Multiplane camera) — это специальная кинокамера, использовавшаяся во времена традиционной анимации для одновременной съемки нескольких плоскостей с разной скоростью и с разным расстоянием друг от друга для создания эффекта параллакса и глубины сцены. Обычно самый дальний слой содержит непрозрачный фон, а каждый последующий, приближаемый к камере, слой имеет прозрачные части, через которые проглядываются позадистоящие слои.
Анимация создается за счет монотонного фотографирования частей сцены, которые движутся на разных слоях с разной скоростью (чем дальше слой, тем медленнее), создавая параллакс, а так как изображения частей сцены на разных слоях выполняются в разном масштабе, создаётся эффект глубины.
С помощью многоплоскостной камеры в традиционной анимации создавались масштабные реалистичные панорамные сцены, обычно представляющие экспозицию. Также с помощью этой камеры можно было создавать эффект вращения, если перемещать фон и передний план в разных направлениях. Ранний пример этого эффекта можно найти в мультфильме «Белоснежка и семь гномов» в сцене, когда злая королева выпивает зелье и всё начинает вращаться вокруг неё.

## История

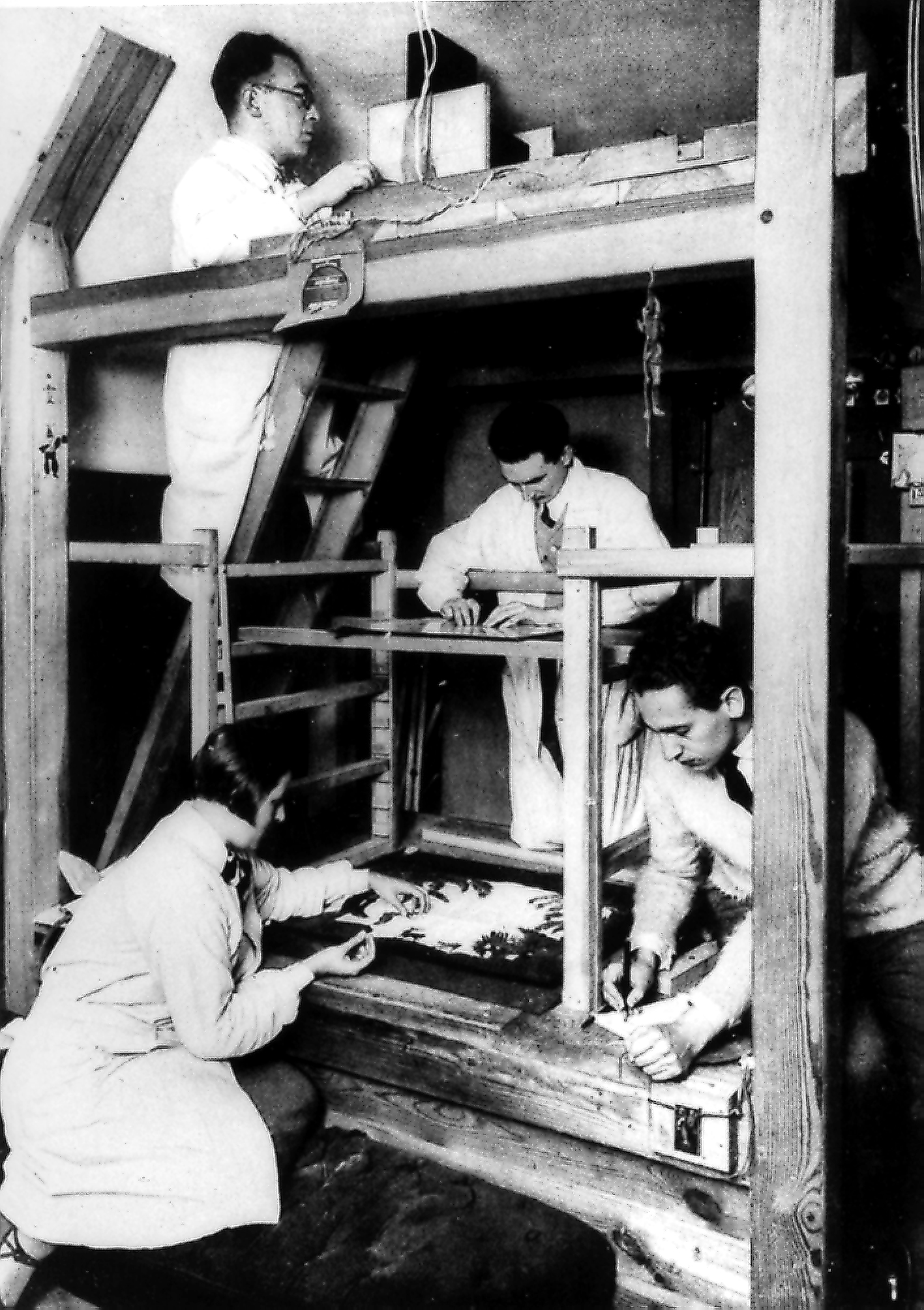
Лотта Райнигер и Карл Кох с помощниками Вальтером Тюрком и Александром Карданом работают над сценой

Ранняя реализация данной камеры была разработана Лоттой Райнигер и её мужем Карлом Кохом во время работы над анимационным фильмом «Приключения принца Ахмеда». Для этого она долго изучала, как передаётся эффект глубины в китайском театре теней. Прототип был изготовлен в 1923 году и представлял собой фиксированную камеру, под которой располагалось несколько уровней из стеклянных полок для создания эффекта глубины. Позже Бертольд Бартош, работавший с Райнигер, использовал это изобретение в своём фильме «Идея» 1932 года.

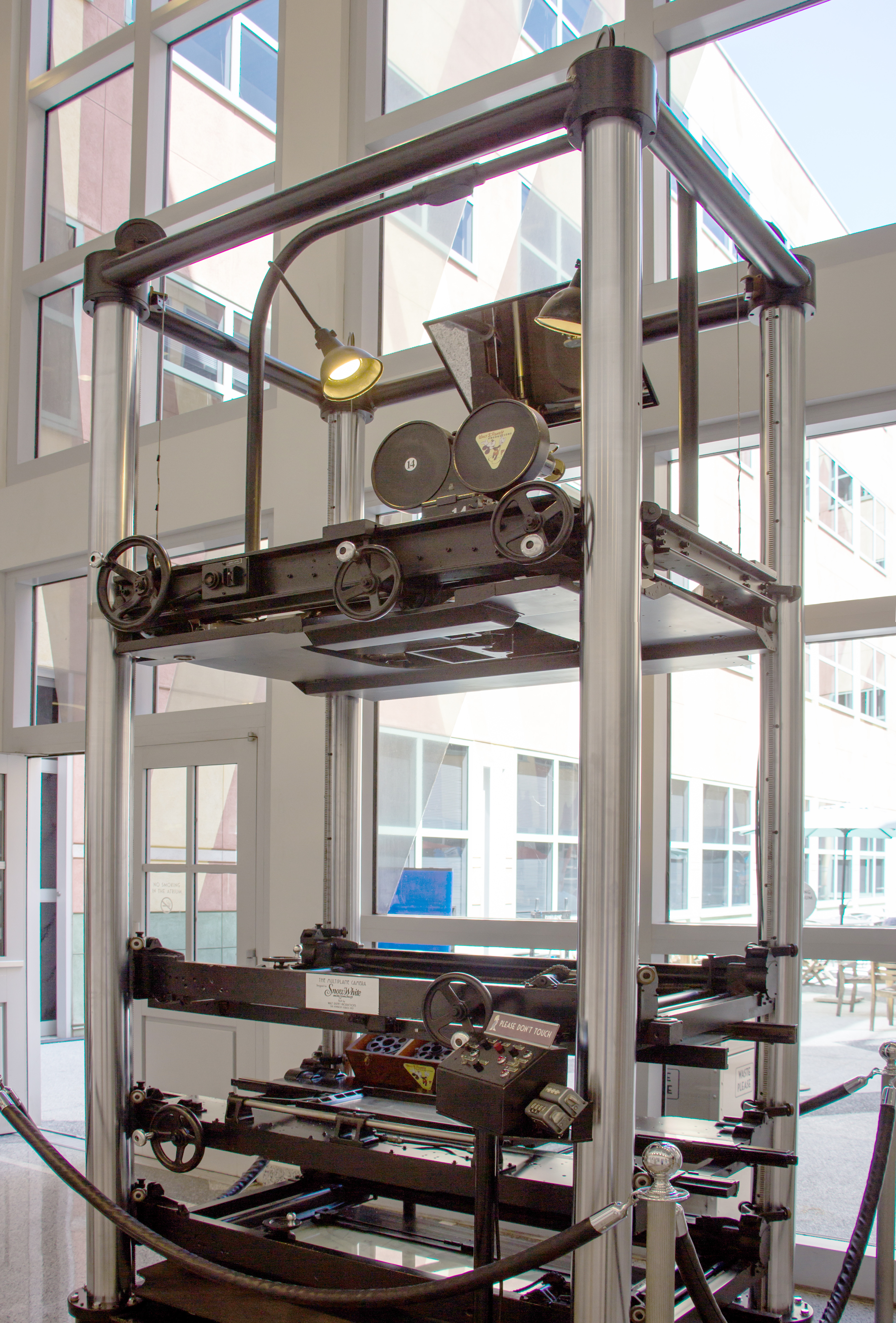
Многоплоскостная камера студии Диснея 1937 года

В 1930-х годах изобретение Райнигер стали улучшать в сторону достижения параллакс-эффекта. Так, мультфильм «Старая мельница», поставленный в 1937 году, демонстрировал работу многоплоскостной камеры, построенной за 70 000 долларов на студии Диснея. Это сооружение (см. фото справа) было высотой примерно 4 метра и позволяло снимать одновременно несколько мультипликационных плоскостей вместо одной. Самый знаменитый кадр «Старой мельницы» был составлен из нескольких слоёв пейзажа, расположенных друг над другом: от переднего плана с тростником и чертополохом на пруду (при этом пруд был покрыт лёгкой рябью) через мельницу и стадо коров, бредущих на заднем плане, к гряде облаков, плывущих по небу.
Многоплоскостная камера Диснея, в которой использовалось до семи слоёв изображений (нарисованных масляными красками на стекле), позволяла снимать последовательные кадры Technicolor. Для работы с каждым из слоёв и их перемещения могла потребоваться съёмочная группа из дюжины техников. Иногда в студии использовалась другая камера, которая двигалась горизонтально по рельсам, проложенным по полу студии, чтобы обеспечить более широкие возможности для съёмки (например, общий план деревни в «Пиноккио») или очень длинные панорамы, или сложные кадры с наплывом. Многоплоскостная камера широко использовалась во всех классических диснеевских мультфильмах. Последним мультфильмом, где использовалась многоплоскостная камера, был «Русалочка». К этому моменту процесс окончательно устарел и был заменён на CAPS.
Аб Айверкс изобрёл что-то похожее на многоплоскостную камеру Диснея в середине 30-х годов, во времена, когда он работал отдельно от Диснея, но он так и не смог достичь такой же степени сложности. Его камера использовалась при создании ComiColor Cartoons.
В 1934 году специалисты Fleischer Studios создали отдалённо похожее устройство под названием стереоскопическая камера. В их аппарате использовались трёхмерные миниатюрные декорации, созданные в масштабе анимационных рисунков. Анимационные кадры размещались внутри декорации таким образом, чтобы различные объекты могли проходить перед ними и позади них, а вся сцена снималась с помощью горизонтальной камеры. Эта камера использовалась в производстве мультфильмов с Бетти Буп, Моряком Попаем и некоторых других.

## Влияние
До появления многоплоскостной камеры аниматорам было трудно создать убедительный кадр c панорамированием и сохранением перспективы, например, с постоянного размера Луной на фоне. Также камера немного удешевляла производство мультипликата при возрастающем хронометраже мультфильмов.
Благодаря многоплоскостной камере было открыто множество эффектов, которые получили дальнейшее развитие в 3D-анимации.
|  |  |  |